# 閔洪學
閔洪學（1567年—1644年），字周先，號曾泉，浙江湖州府烏程縣織里鎮晟舍人，軍籍，祖籍山東兗州府濟寧州，明朝政治人物。

## 生平
萬曆二十五年（1597年）丁酉科順天鄉試舉人，二十六年（1598年）戊戌科進士。刑部觀政，授刑部河南司主事，南直審決，三十二年（1604年）升刑部江西司郎中，三十六年（1608年）升陝西布政使司右參政兼陝西按察司僉事、分守關內，四十年（1612年）升江西按察使，同年丁祖母憂。四十四年（1616年）起為江西按察使，四十六年（1618年）升山西右布政使，四十八年（1620年）改福建左布政使，天啟元年（1621年）升都察院右僉都御史、巡撫雲南兼督川貴兵餉。烏撒土酋安效良串通永寧宣撫使奢崇明、水西土司安邦彥同叛。二年（1622年）重用土司沙源、龍在田、王顯祖、吾必奎等四人平定叛亂，“用兵五年，大小數千百戰”，六年（1626年）十一月以軍功升南京都察院右都御史，七年（1627年）二月入京，加太子太保。十月患病，“傳牌赴南京都察院之任”，十一月初九日，病情加重，“痰氣上壅，眼目昏黑，倒地不省人事”，經醫治仍“手足麻木，神思瞀亂”，月餘仍未有起色，十二月初九日，上《請告疏》，奏請朝廷“允臣休致，別選才賢，以充任使”，崇禎元年（1628年）二月初七日，崇禎帝“不允所辭”，七月十一日，再度上《請告疏》，希望朝廷念自己“通籍叨祿已三十年”，且重病在身，“允休致，以遂丘首事”， 九月初七日，獲朝廷准許“在籍調理，病痊起用”。
後來因與溫體仁同鄉，受其拔擢，崇禎三年（1630年）三月升都察院左都御史，四年（1631年）吏部尚書王永光罷官，由閔洪學替補，對此閔洪學感恩戴德，唯以阿諛奉承。五年（1632年）六月東林黨人兵部職方司員外郎華允誠上疏，疏陳“三大可惜，四大可憂”，論閔洪學徇私數事，“造門請命，夜以為常”，屢遭論劾，八月初二日，被罷官。崇禎十七年（1644年）去世，享年七十八歲。

## 著作
著有《撫滇奏草》十二卷，此書已佚，日本內閣文庫有此者。目前，芝加哥大学、哈佛大学、普林茨顿大学藏有复制本。中国国内《域外汉籍珍本文库》第五辑史部第二十一册收录此书。

## 家族
出身晟舍閔氏望族。曾祖閔如霖，南京禮部尚書；祖父閔道鳴，贈知縣；父閔世翔，邵武府知府。從弟閔夢得，同科進士。
有五子：長子閔自寅，字人生，號唾石，萬曆四十年（1612年）壬子科舉人，常州府知府，明朝滅亡後，歸隱不仕；次子閔酉生，出嗣閔元衡（溫體仁姊夫）為後；三子閔及申，字生甫，號園客，崇禎元年（1628年）戊辰科進士，禮部精膳司員外郎；四子閔亥生，字未孩，號菊如，又號東皋，崇禎十五年（1642年）壬午科舉人，康熙二十七年（1688年）任西鄉縣知縣；五子閔先甲，字豫三，號遜庵。有孫閔賓孟、閔恒吉、閔南仲等。